# Colobothea simillima
Colobothea simillima là một loài bọ cánh cứng trong họ Cerambycidae.